# Тусция
Тусция (лат.: Tuscia) e исторически регион в Италия, който обхваща територията на днешна Тоскана, северната част на Лацио и западната част от Умбрия. През древността се казва Етрурия, страната на етруските.
Етрурия e превзета от Рим през 351 пр.н.е. и става седмият от единадесет региона, на които Август разделя Италия за административни цели.